# Rudolf Friml

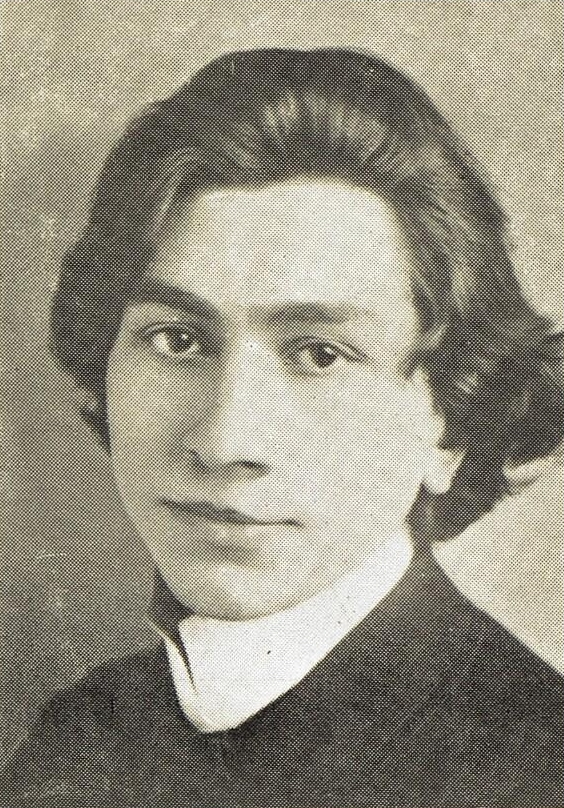
Rudolf Friml.

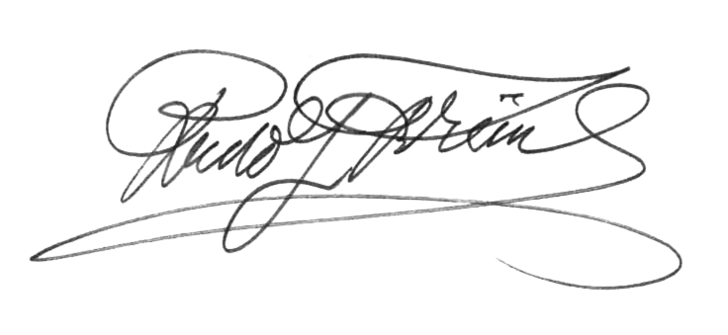
Rudolf Frimls namnteckning.

Rudolf Friml, född 7 december 1879 i Prag, död 12 november 1972 i Hollywood, var en tjeckisk-amerikansk kompositör av operetter och pianist.

## Biografi
Friml var elev i komposition till Antonín Dvořák vid Prags konservatorium. Han kom 1901 till USA som ackompanjera åt violinisten Jan Kubelik. Han blev kvar i New York och tänkte sig en framtid som konsertpianist och klassisk komponsitör. Men hans bana kom att ta en annan riktning. Av en tillfällighet blev han istället operettkompositör. Victor Herbert hade efter en schism med primadonnan Emma Trentini vägrat att komponera en planerad operett där hon skulle ha huvudrollen. En ersättare måste tas fram och Friml blev rekommenderad av sin förläggare. Han lyckades att på en månad komponera operetten The Firefly som 1912 gjorde omedelbar succé. 1937 gjordes en filmversion av The Firefly (svensk titel: Senorita) och därmed fick Frimls melodier en världsomfattande lansering. Mest känd melodi därifrån är sången The donkey serenade, men även valsen Sympathy och serenaden Giannina mia.
Framgången med The Firefly följdes av succéerna High jinks (1913), Katinka (1915) och You're in love (1917), men ingen av dem kom till Sverige.  
Första Friml-operetten på svensk scen var Rose-Marie som hade urpremiär 1925. Den hade ett för sin tid sensationellt tema nämligen ett mord och den spännande handlingen utspelar sig i Kanada. Operetten har filmats tre gånger och hade svensk urpremiär på Vasateatern hösten 1929 med Margit Rosengren och Lars Egge i huvudrollerna. 
1950 sattes den upp på Oscarsteatern med bland andra Per Grundén.
Frimls sista succé blev De tre musketörerna som iscensattes på Broadway 1928.
Han skrev ytterligare några operetter i början av 1930-talet som alla blev fiaskon. 
Sedan 1932 arbetade han i Hollywood bland annat med filmatiseringarna av The Fiefly och Rose-Marie och annan filmmusik.
En come-back ägde rum 1947 då Friml komponerade musiken till filmoperetten Northwest outpost med Nelson Eddy och Ilona Massey. 

## Operetter (urval)
- 1912 – The Firefly
- 1913 – High Jinks
- 1915 – Katinka
- 1917 – You're in Love
- 1918 - Sometime
- 1923 – Rose-Marie
- 1925 – The Vagabond King
- 1928 – The Three Musketeers
- 1947 – Northwest Outpost (filmoperett)

## Filmmusik (urval)
- 1930 – Anna Christie (engelsk version)
- 1929 – Kyssen
- 1956 –  The Vagabond King